# Adolf Kiepert (Ökonom)

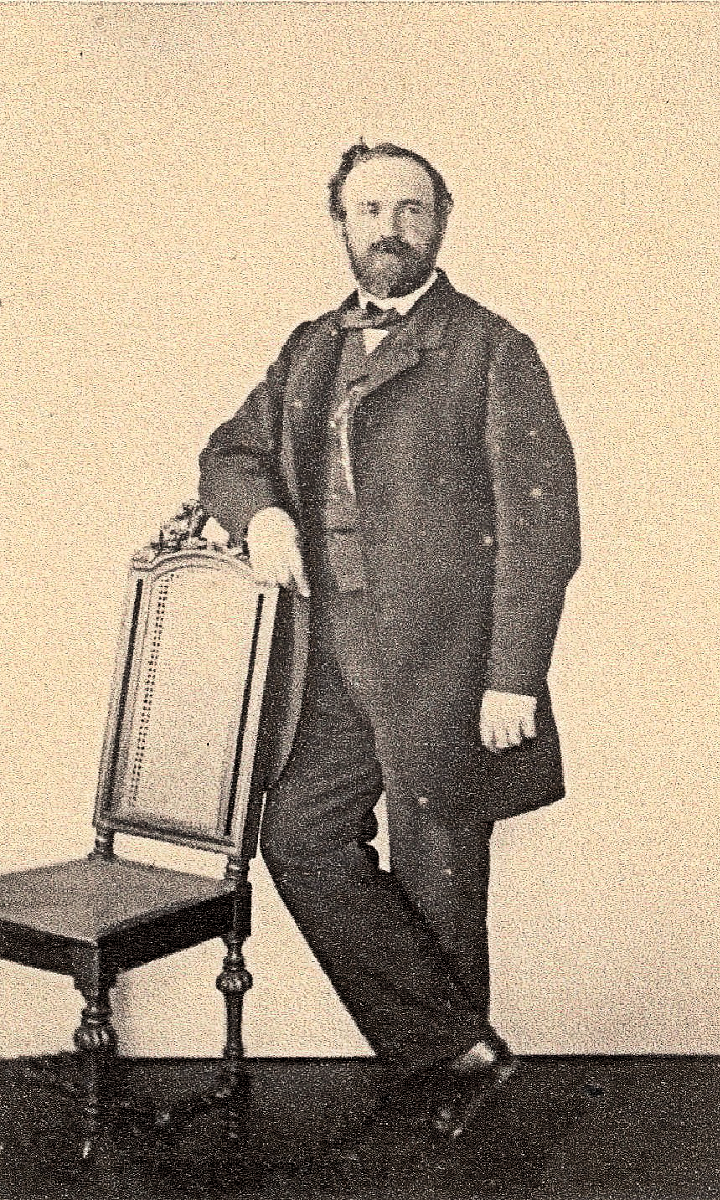
Adolf Kiepert im Alter von 50 Jahren

Carl Gotthilf Adolf Kiepert (* 23. August 1820 in Berlin; † 10. Januar 1892 in Marienfelde) war ein deutscher Ökonom und Politiker. Er erwarb 1844 das Rittergut Marienfelde und schuf dort einen landwirtschaftlichen Musterbetrieb. Um 1850 ließ er den Gutspark Marienfelde anlegen.

## Familie
Adolf Kiepert wurde als zweiter Sohn vom Rittergutsbesitzer Samuel Gotthilf Kiepert und dessen Frau Christiane Henriette (geborene Beer) geboren und am 24. September in der Marienkirche in Berlin-Mitte protestantisch getauft. Sein zwei Jahre älterer Bruder war der Geograph Johann Samuel Heinrich  Kiepert (* 1818; † 1899). Adolf Kiepert heiratete Emilie Beer und hatte mit ihr zwei Kinder, die früh starben. Der Sohn starb 1847 am Tag der Geburt, und die Tochter Henriette Klara (* 1848) wurde nur zwei Jahre alt. Ihr Sohn Otto lebte von 1850 bis 1899.

## Engagement
Kiepert, der Patron der Dorfkirche Marienfelde, engagierte sich in Politik und Gesellschaft, so als Amtsvorsteher, Stellvertreter des Landrates von Teltow, Vertreter der Nationalliberalen Partei im preußischen Landtag seit 1869 und Reichstagsabgeordneter von 1872 bis 1878. Er gründete gemeinsam mit dem Agrartechniker Max Eyth die Deutsche Landwirtschaftsgesellschaft DLG und war deren erster Vorstandsvorsitzender. Die Wohn- und Wirtschaftsgebäude werden heute vom Bundesinstitut für Risikobewertung (BfR) als wissenschaftliches Versuchsgut genutzt.

## Ehrungen

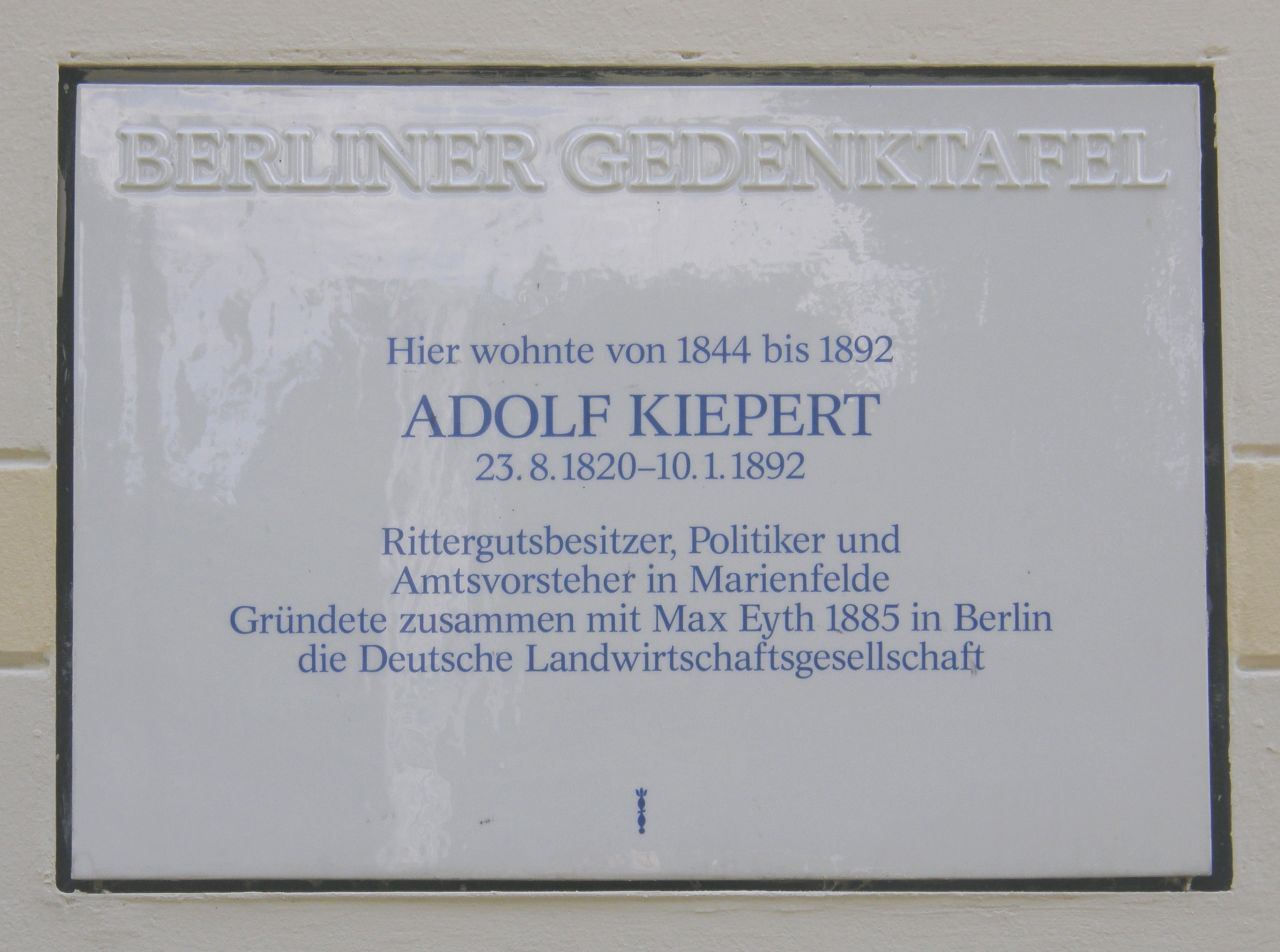
Berliner Gedenktafel für Kiepert in Alt-Marienfelde

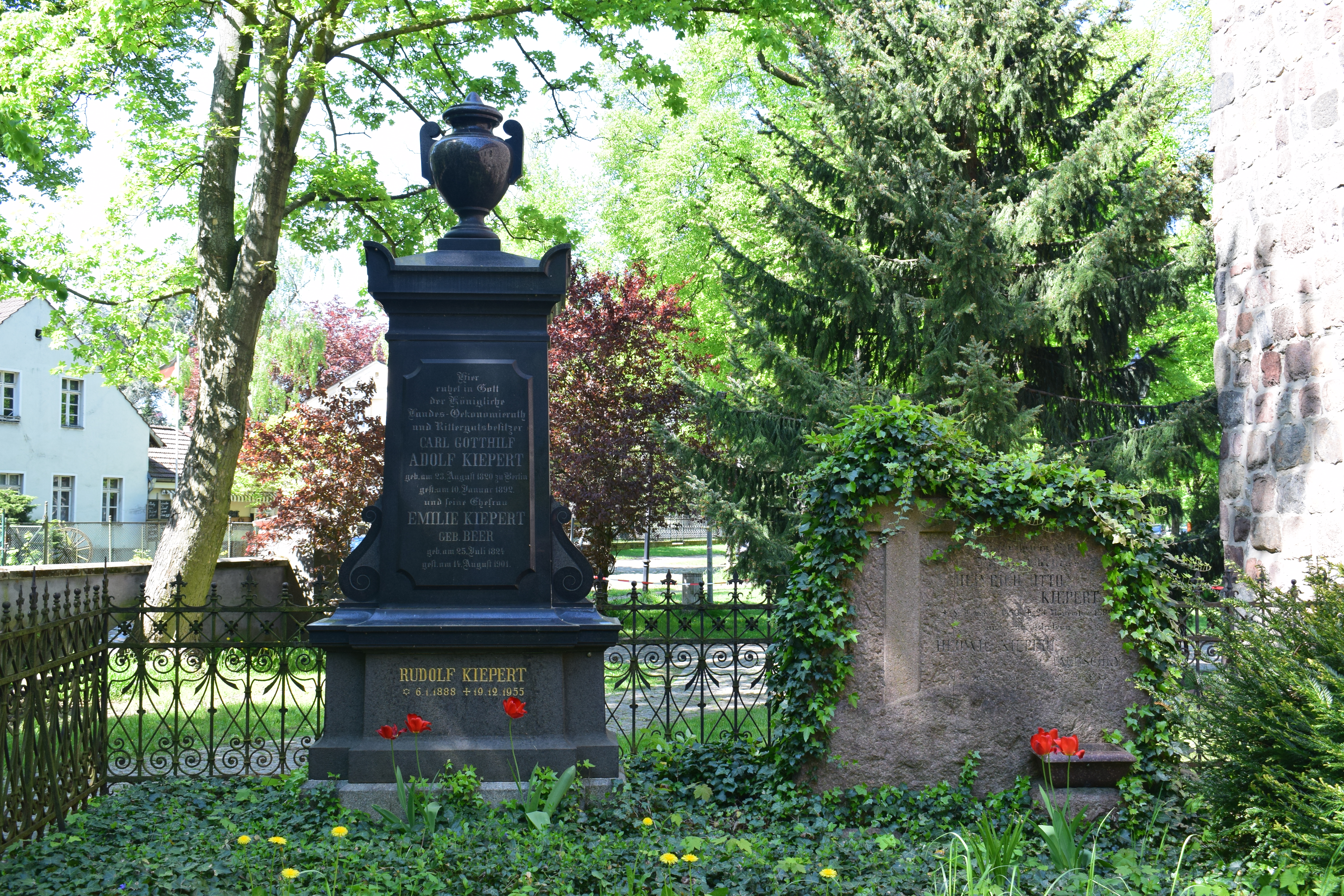
Familiengrabstätte Kiepert an der Dorfkirche Marienfelde

Die 10. Gemeindeschule in Berlin-Marienfelde, Alt-Marienfelde, wurde 1961 in Kiepert-Schule umbenannt und nennt Adolf Kiepert und seinen Bruder Heinrich Kiepert als Namenspatrone. Der Neubau der 1965 eingeweihten Kiepert-Grundschule in Berlin-Marienfelde, Prechtlstraße 21+23, behielt den Namen. Am Wohnhaus des Gutes wird seiner mit einer Erinnerungstafel gedacht. Die nach ihm benannte Adolfstraße wurde aufgrund möglicher Namensverwechslung 1948 in Greulichstraße umbenannt. Im Jahr 1989 wurde der Adolf-Kiepert-Steg über eine inzwischen abgebaute Anschlussbahn in der Marienfelder Feldflur errichtet, der ihm ein Denkmal inmitten seines Wirkungsfeldes setzt. Außerdem ist bis heute seine Grabstelle im Familiengrab neben der Dorfkirche Marienfelde auf dem ehemaligen Kirchhof erhalten geblieben.